# Obwalden
Obwalden er en kanton i Schweiz. Den består af to ikke-sammenhængende dele, der er adskilt af kantonen Nidwalden og er sammen med denne den eneste kanton, der ikke har grænse til et andet land. Kantonen grænser mod syd til Bern, mod vest og nordvest til Luzern og mod vest til Nidwalden og Uri. Kantonen har næst efter Appenzell Innerrhoden færrest indbyggere. Hovedstaden hedder Sarnen.
Sammen med Nidwalden udgør Obwalden Unterwalden, som var en af de oprindelige tre kantoner, der i 1291 dannede Edsforbundet. Før 1999 blev Ob- og Nidwalden betegnet som halvkantoner, der hver havde en halv stemme i det schweiziske Ständerat. Da begrebet halvkanton imidlertid blev fjernet fra Schweiz' grundlov i 1999, har Obwalden nu en stemme i Ständerat (mens de fleste andre kantoner har to stemmer.